# 杜鲁埃洛德拉谢拉
杜鲁埃洛德拉谢拉，是西班牙卡斯蒂利亚-莱昂索里亚省的一个市镇。总面积45平方公里，总人口1424人（2001年），人口密度32人/平方公里。